# Мурешан, Андрей
Андрей Йосиф Мурешан (рум. Andrei Iosif Mureşan; 1 августа 1985, Турда, Клуж, Румыния) — румынский футболист, выступал на позиции защитника и оборонительного полузащитника.

## Карьера

### Клубная
Профессиональную карьеру начал в 2000 году в клубе «Рапид» из Бухареста, однако, не сыграл за него ни одного матча. В 2001 году перешёл в клуб «Университатя» из города Клуж-Напока, в котором играл до 2007 года, проведя за это время 78 матчей и забив 7 мячей в ворота соперников. В 2008 году продолжил карьеру в клубе «Глория» из города Бистрица, сыграл в 28 матчах и забил 1 гол в чемпионате Румынии и 2 матча в Кубке страны.
В августе 2009 года на правах аренды до конца года перешёл в российский клуб «Кубань», в состав которого был дозаявлен 31 августа. За новый клуб дебютировал 12 сентября, выйдя в стартовом составе и отыграв весь матч 21-го тура чемпионата России против клуба «Химки», в котором «Кубань» сумела вырвать победу со счётом 2:1. Всего за «Кубань» провёл 7 матчей в чемпионате, ввиду завершения срока аренды, покинул клуб. 28 декабря было сообщено, что «Кубань» выкупила трансфер Андрея, но эта информация не подтвердилась. В июне 2014 года подписал контракт с тираспольским «Шерифом». 24 мая 2015 года выиграл с командой Кубок Молдавии 2014/15. В июле 2015 года подписал контракт с клубом ЧФР (Клуж-Напока)

## Достижения
Шериф
- Бронзовый призёр чемпионата Молдавии (1): 2014/15
- Обладатель Кубка Молдавии (1): 2014/15

 Астра
- Обладатель Кубка Румынии: 2014